# (4226) Damiaan
(4226) Damiaan est un astéroïde de la ceinture principale.

## Description
(4226) Damiaan est un astéroïde de la ceinture principale. Il fut découvert le 1er septembre 1989 à l'observatoire de Haute-Provence par Eric Walter Elst. Il présente une orbite caractérisée par un demi-grand axe de 2,86 UA, une excentricité de 0,26 et une inclinaison de 5,4° par rapport à l'écliptique.

## Compléments